# Ozarba flavicilia
Ozarba flavicilia är en fjärilsart som beskrevs av George Francis Hampson 1914. Ozarba flavicilia ingår i släktet Ozarba och familjen nattflyn. Inga underarter finns listade i Catalogue of Life.